# Białoruski Bank Spółdzielczy
Białoruski Bank Spółdzielczy (biał. Беларускі кааператыўны банк, Biełaruski kaapieratyuny bank; ros. Белорусский кооперативный банк, Biełorusskij koopieratiwnyj bank) – białoruska instytucja finansowa w II Rzeczypospolitej.

## Historia
W pierwszej połowie lat 20. jednym z najważniejszych zadań białoruskiej mniejszości narodowej w II RP było utworzenie instytucji finansowej, która mogłaby prowadzić operacje pieniężne niezależnie od polskich banków. Idea taka pojawiła się już w 1921 roku w okresie funkcjonowania Litwy Środkowej. W 1923 roku białoruscy posłowie Sejmu RP wysłali pismo do rządu polskiego w sprawie otrzymania koncesji na otworzenie spółdzielni kredytowej. Doszło do tego dopiero na początku stycznia 1925 roku, kiedy powstało Białoruskie Towarzystwo Kredytowe w Wilnie. Wśród założycieli byli m.in. Bronisław Taraszkiewicz, Anton Łuckiewicz, Bazyli Rogula, Adam Stankiewicz, Szymon Rak-Michajłowski. Pochodzili oni z różnych środowisk politycznych mniejszości białoruskiej. Jednakże rozłam wśród polskich Białorusinów, do jakiego doszło latem 1925 roku, doprowadził do tego, że wiodącą rolę w towarzystwie zaczęli odgrywać działacze lewicowej Białoruskiej Włościańsko-Robotniczej Hromady na czele z Bronisławem Taraszkiewiczem. Hromada miała ścisłe związki z nielegalną Komunistyczną Partią Zachodniej Białorusi. Przedstawiciele innych ugrupowań politycznych zostali zmuszeni do wycofania swoich wkładów finansowych, rezygnując z członkostwa w towarzystwie. W październiku tego roku instytucja otrzymała nazwę Białoruski Bank Spółdzielczy.
Na początku 1926 roku powstały oddziały w Głębokim i Pińsku. W tym czasie liczba członków banku wzrosła do ok. 300 osób. Pod koniec 1926 roku nawiązano współpracę z bankiem w Rydze. Pojawiły się podejrzenia polskich władz, że bank był w znaczącej części finansowany przez władze radzieckie. Po zdelegalizowaniu Hromady przez władze pod koniec marca 1927 roku, większość wkładów finansowych banku zostało skonfiskowanych. Sąd nakazał zlikwidować oba jego oddziały, choć oddział w Pińsku ostatecznie istniał do 1932 roku W sytuacji kryzysowej kierownictwo banku podjęło działania zmierzające do obrony swojego imienia i zdystansowania się od białoruskich komunistów. Wycofano też byłych członków Hromady z kierownictwa instytucji. Sytuacja zmieniła się radykalnie w związku z wyborem do Sejmu RP kilku posłów komunistycznego Centralnego Wyborczego Komitetu Białoruskiego Chłopsko-Robotniczego Zjednoczenia „Zmahanie” za Interesy Chłopów i Robotników wiosną 1928 roku, którego członkowie zaczęli przywracać swoje wpływy w Białoruskim Banku Spółdzielczym, do czego doszło ostatecznie na początku 1929 roku W tym czasie ilość członków banku doszła do ok. 1 tys. osób, co było związane z przejęciem lokalnych spółdzielni białoruskich. Sytuacja finansowa zdecydowanie poprawiła się, zwłaszcza że bank odzyskał wcześniej skonfiskowane wkłady finansowe.
Pod koniec 1929 roku podjęto próby założenia oddziału w Białymstoku, ale przeszkodziło temu zdelegalizowanie Komitetu Wyborczego „Zmahanie” w 1930 roku. Jesienią 1932 roku utworzono specjalny fundusz stypendialny dla młodzieży białoruskiej. W tym czasie próbowano przywrócić pierwotną nazwę Białoruskie Towarzystwo Kredytowe, ale uniemożliwiła temu rewizja Policji Państwowej w centrali banku w październiku 1932 roku. Aresztowano wówczas część członków kierownictwa instytucji. Jej działalność zawieszono na półtora miesiąca. W następnych latach bank znajdował się na granicy bankructwa. Wiosną 1937 roku podjęto kolejną próbę ożywienia jego działalności. Jednakże zakończyła się ona niepowodzeniem, w związku z czym kierownictwo pod koniec 1938 roku złożyło wniosek do sądu o likwidację banku.